# Komisja ds. drobnej przedsiębiorczości Senatu USA
Komisja drobnej przedsiębiorczości Senatu Stanów Zjednoczonych (ang. United States Senate Committee on Small Business and Entrepreneurship) jest jedną ze stałych komisji izby wyższej amerykańskiego Kongresu. Zajmuje się sprawami związanymi, jak sama nazwa wskazuje, z drobną przedsiębiorczością, a więc ważną dziedziną gospodarki krajowej, tj. nadzoruje związane z tym badania, legislacje i ewentualne przesłuchania i śledztwa w Kongresie. Pod jej jurysdykcją znajduje się też Small Business Administration.

## Obecni członkowie (110. Kongres)

### Większość demokratyczna

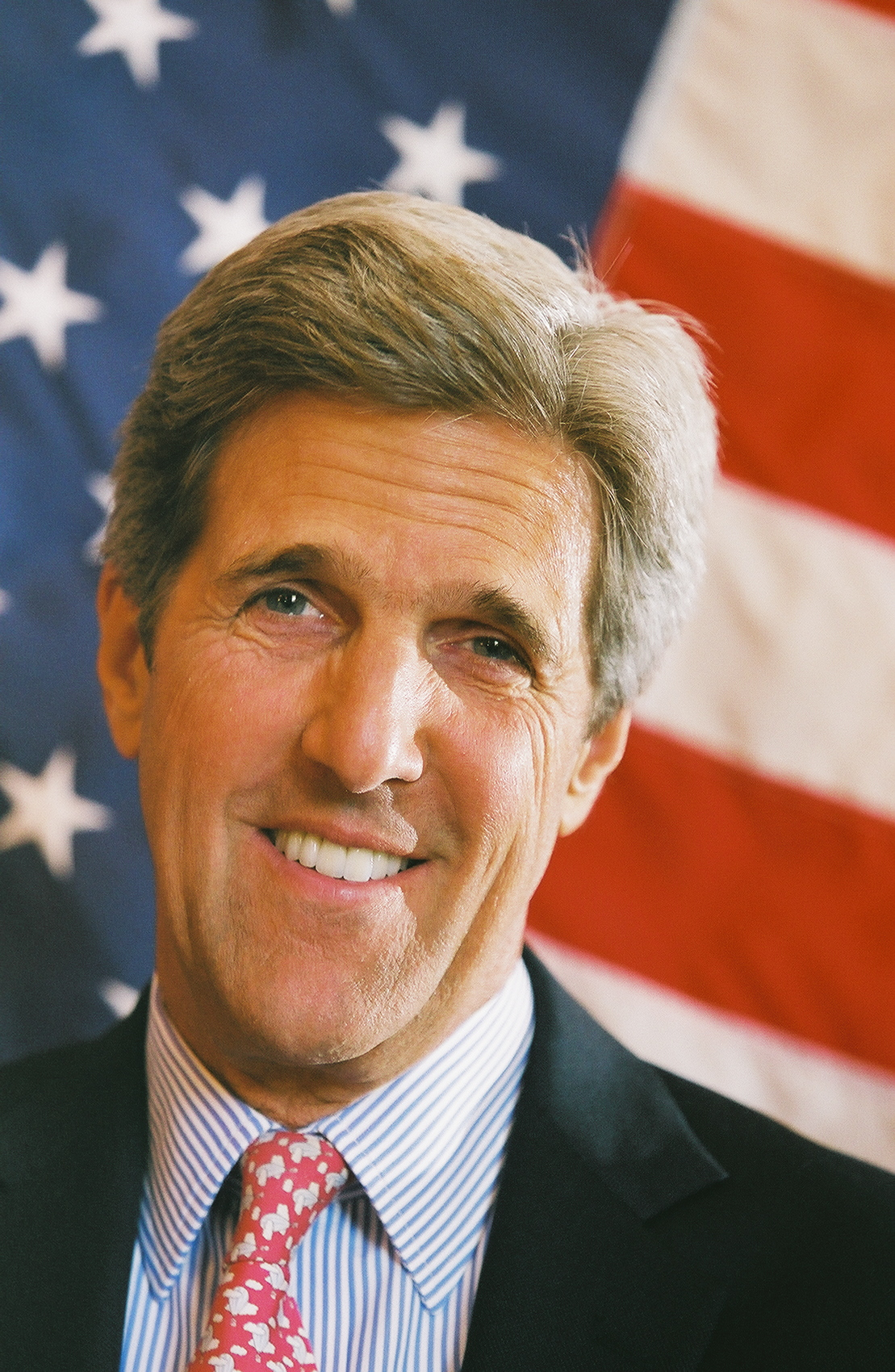
John Kerry (Massachusetts) – przewodniczący

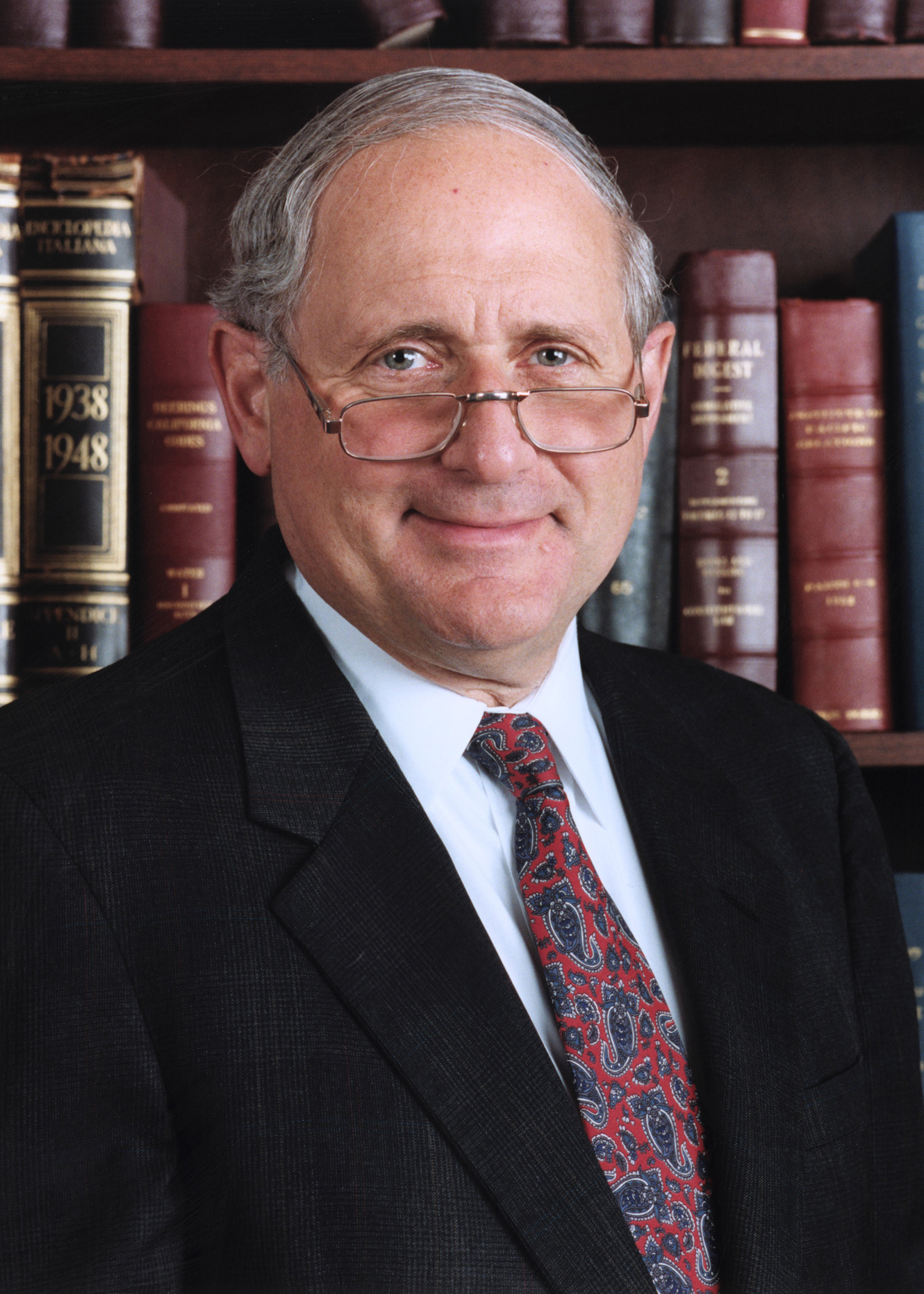
Carl Levin (Michigan)
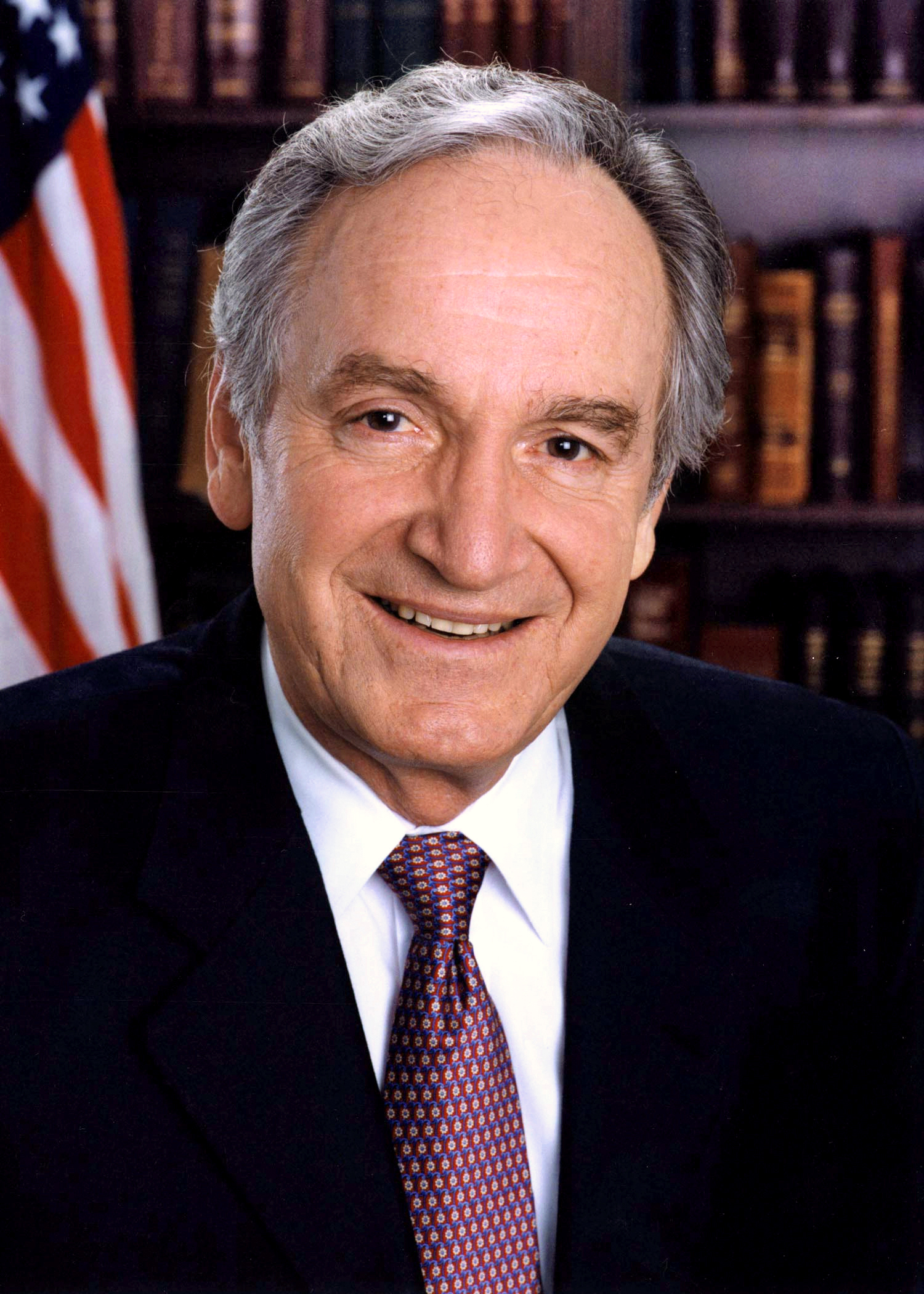
Tom Harkin (Iowa)
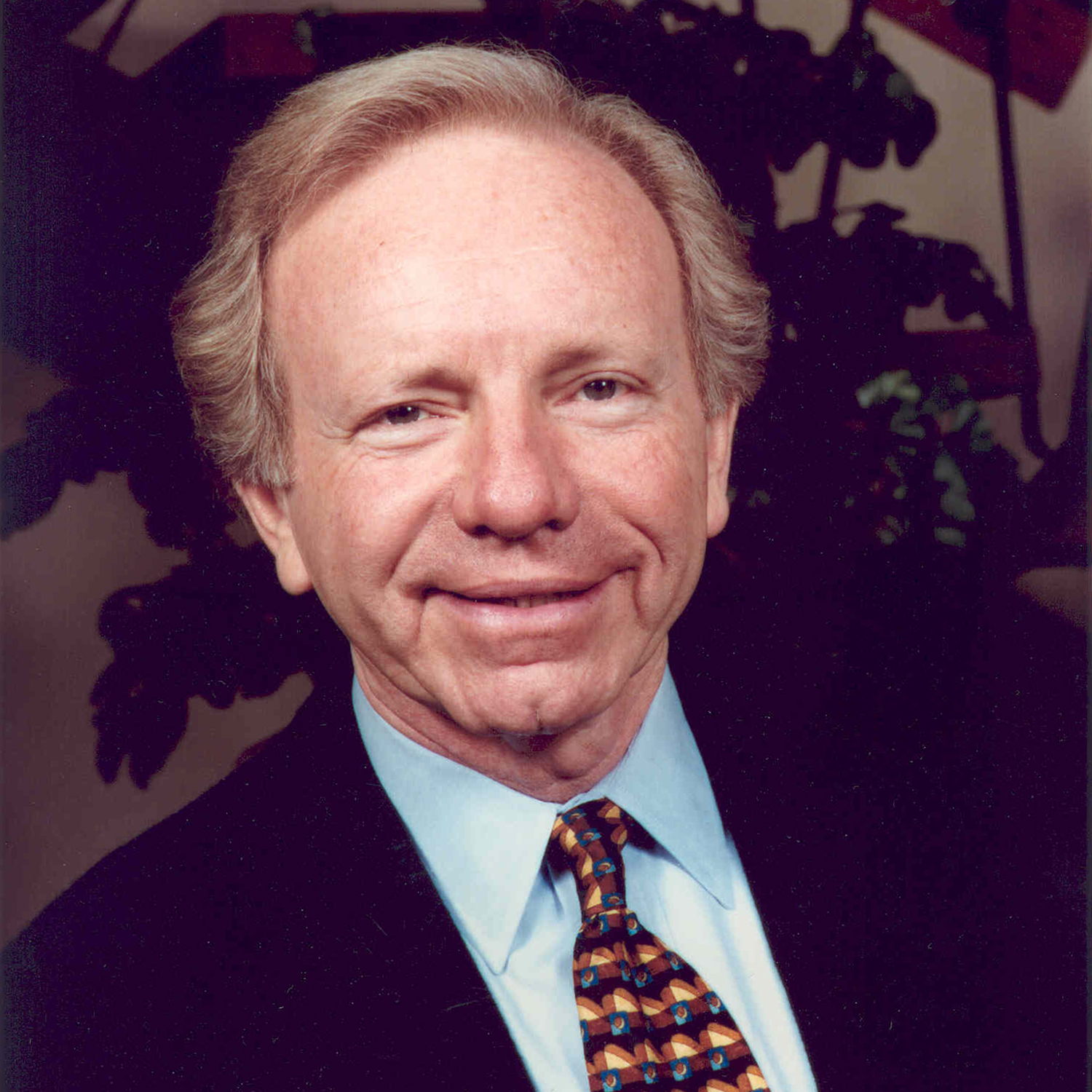
Joe Lieberman (Connecticut)
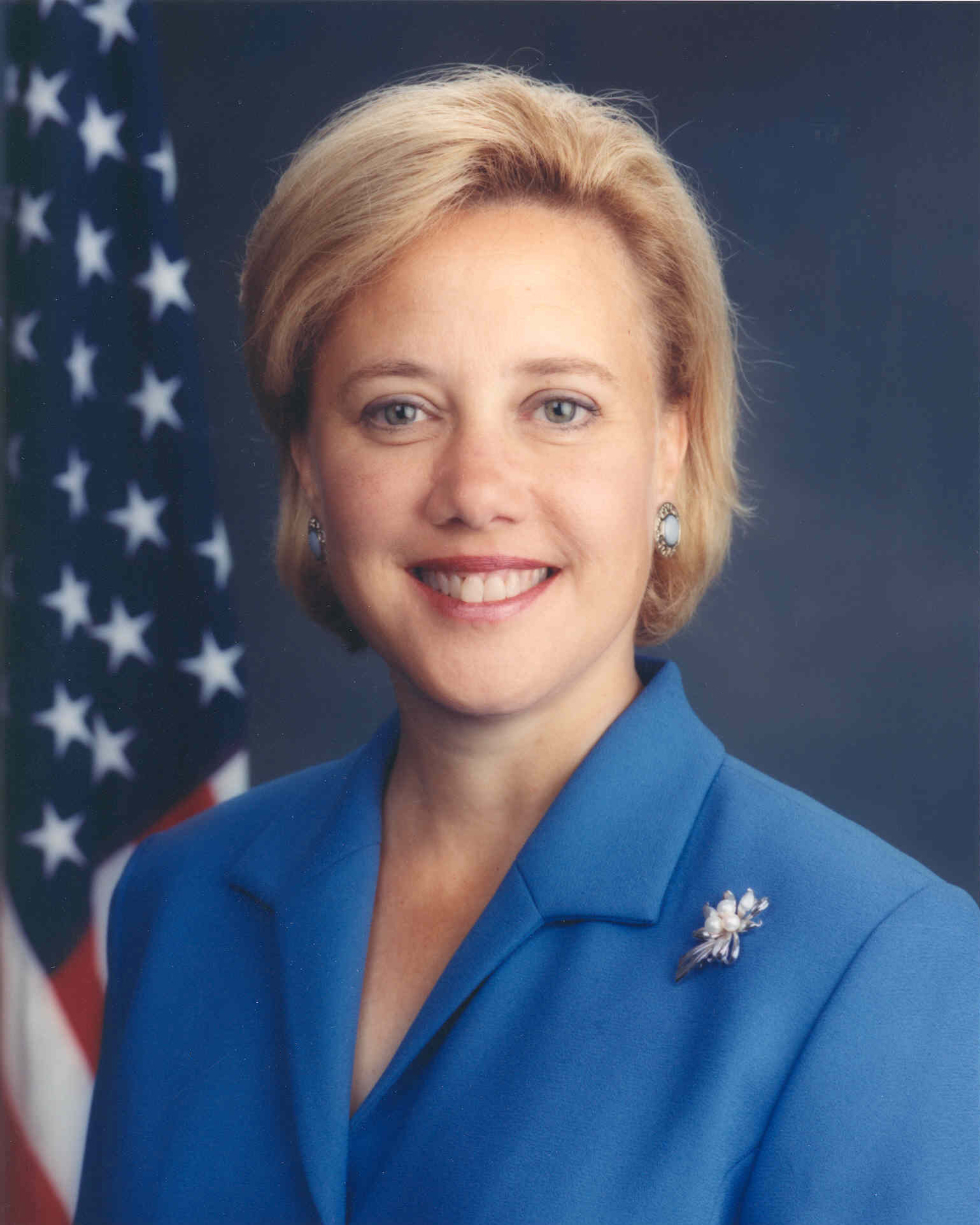
Mary Landrieu (Luizjana)
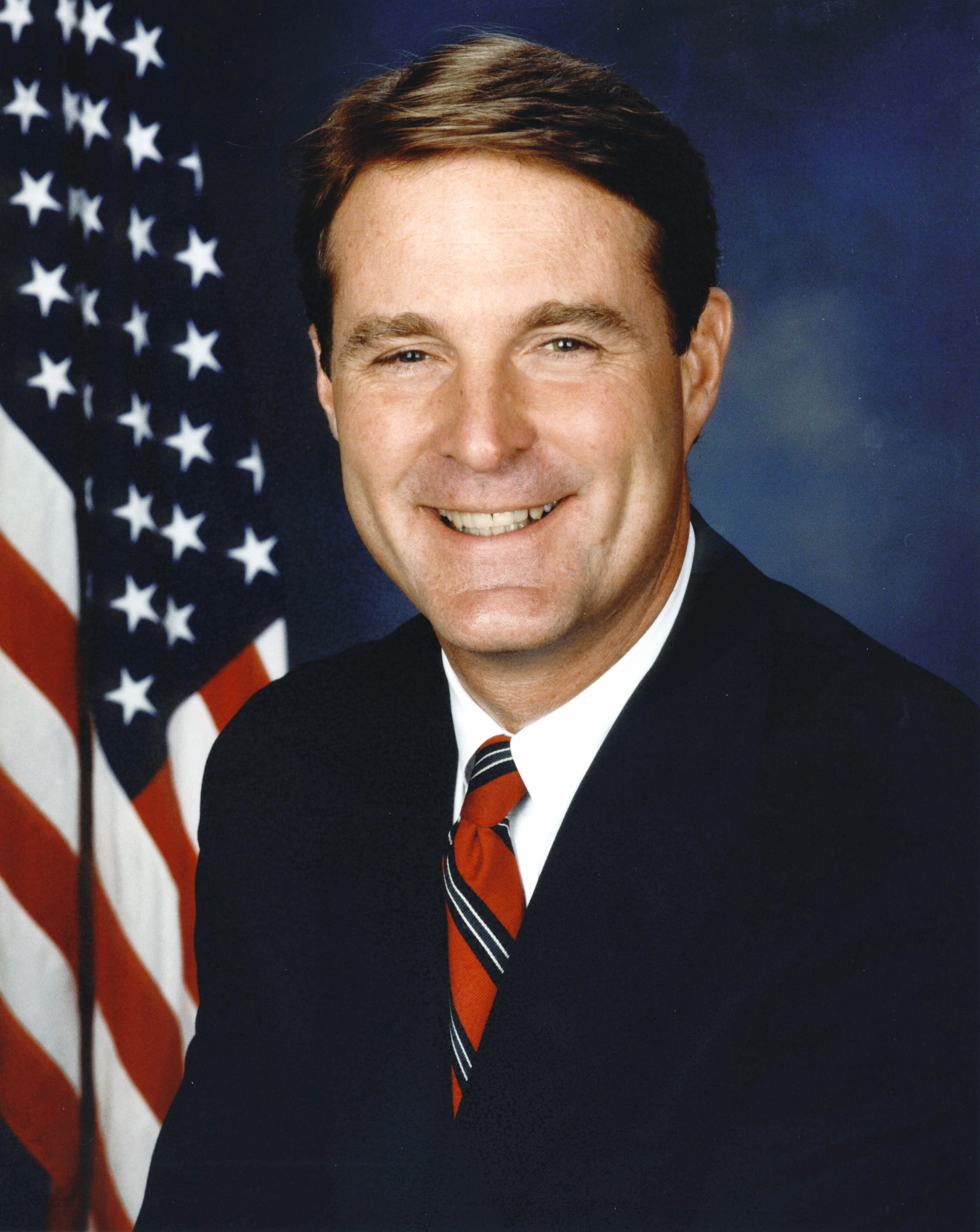
Evan Bayh (Indiana)
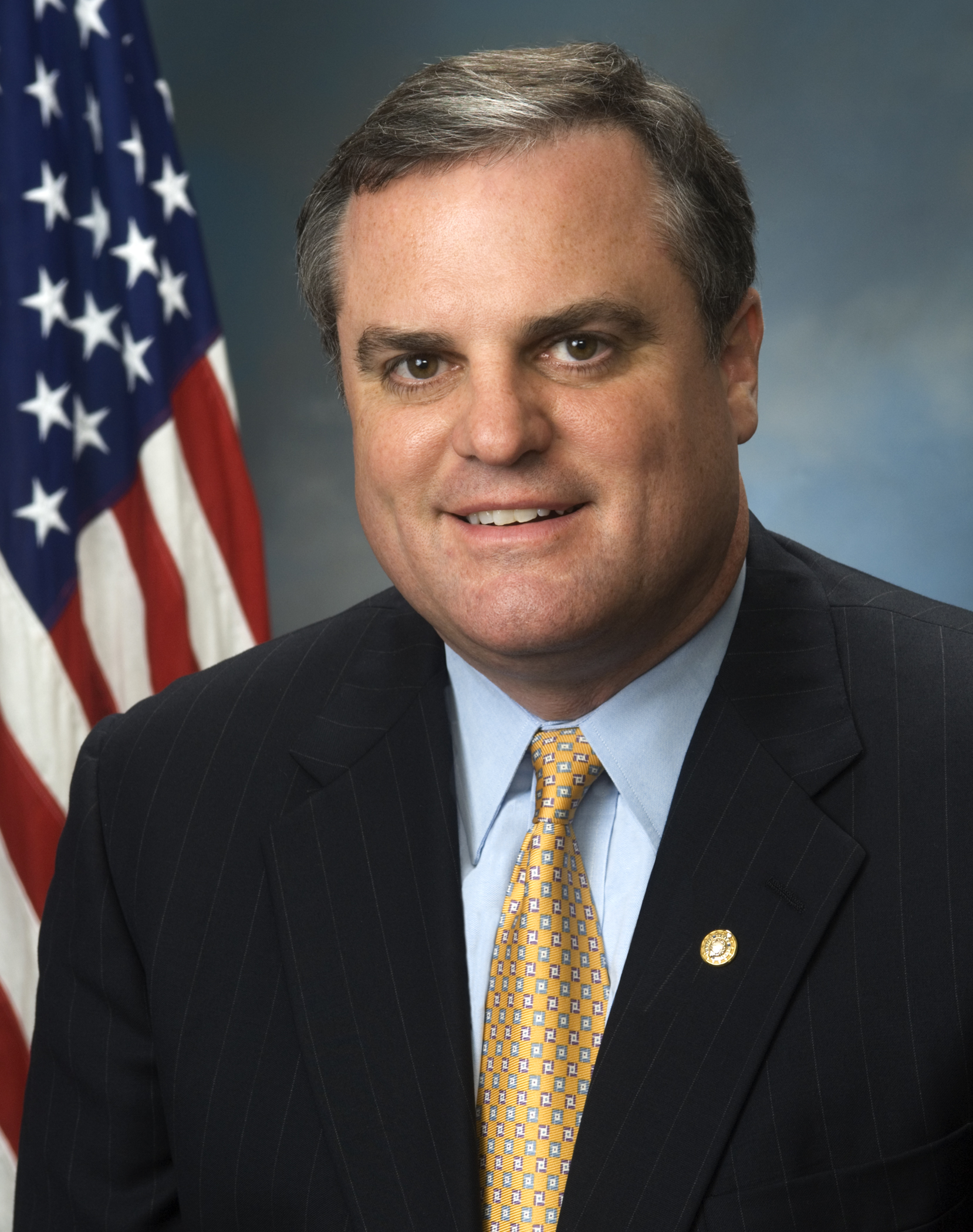
Mark Pryor (Arkansas)
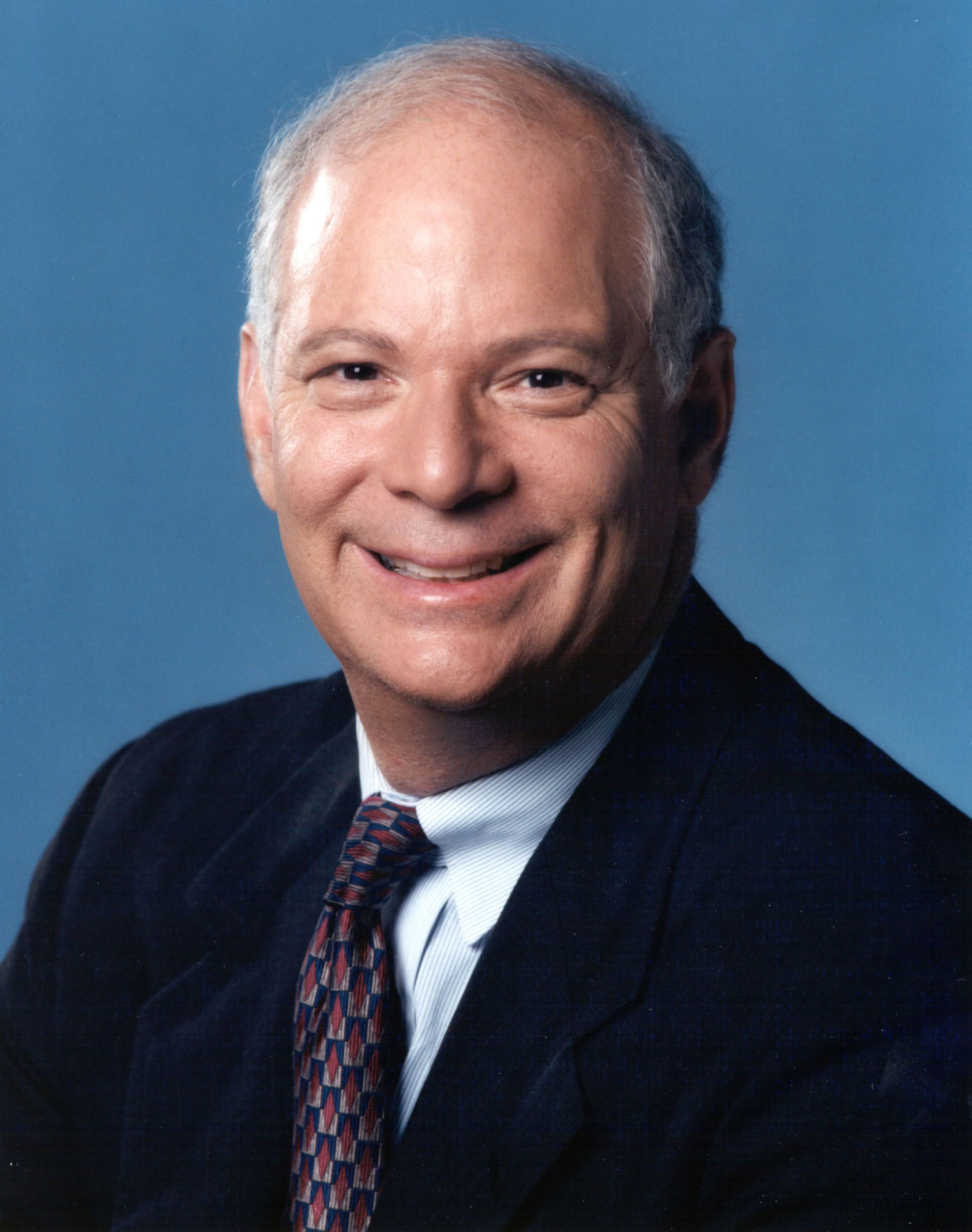
Ben Cardin (Maryland)
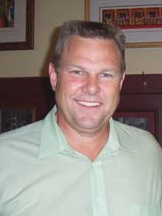
Jon Tester (Montana)

### Mniejszość republikańska

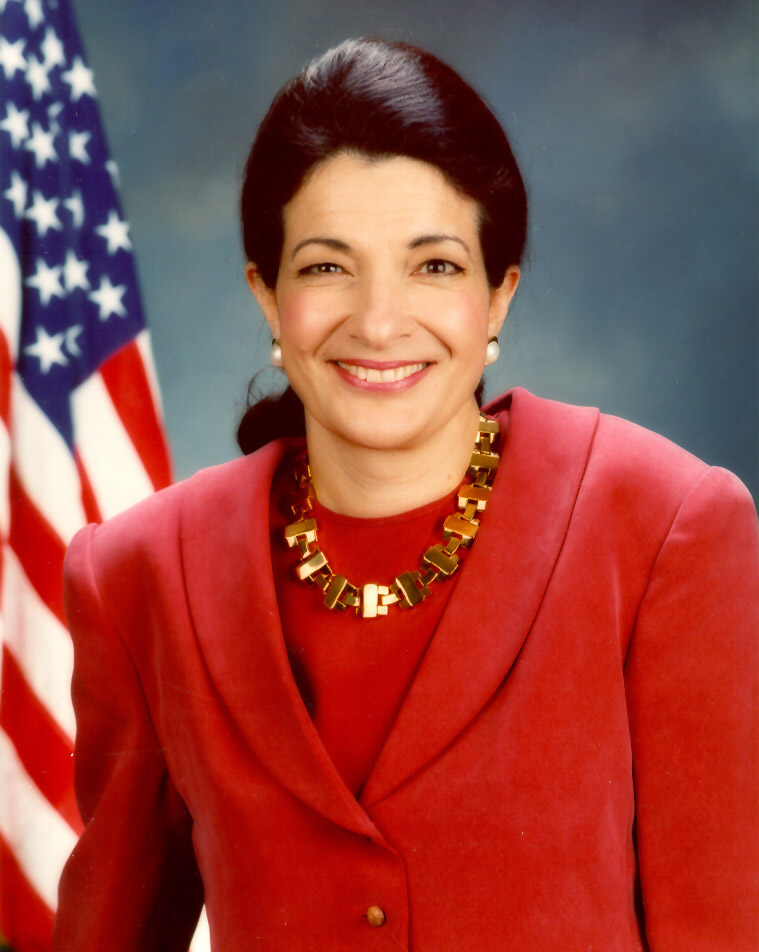
Olympia Snowe (Maine) – lider mniejszości

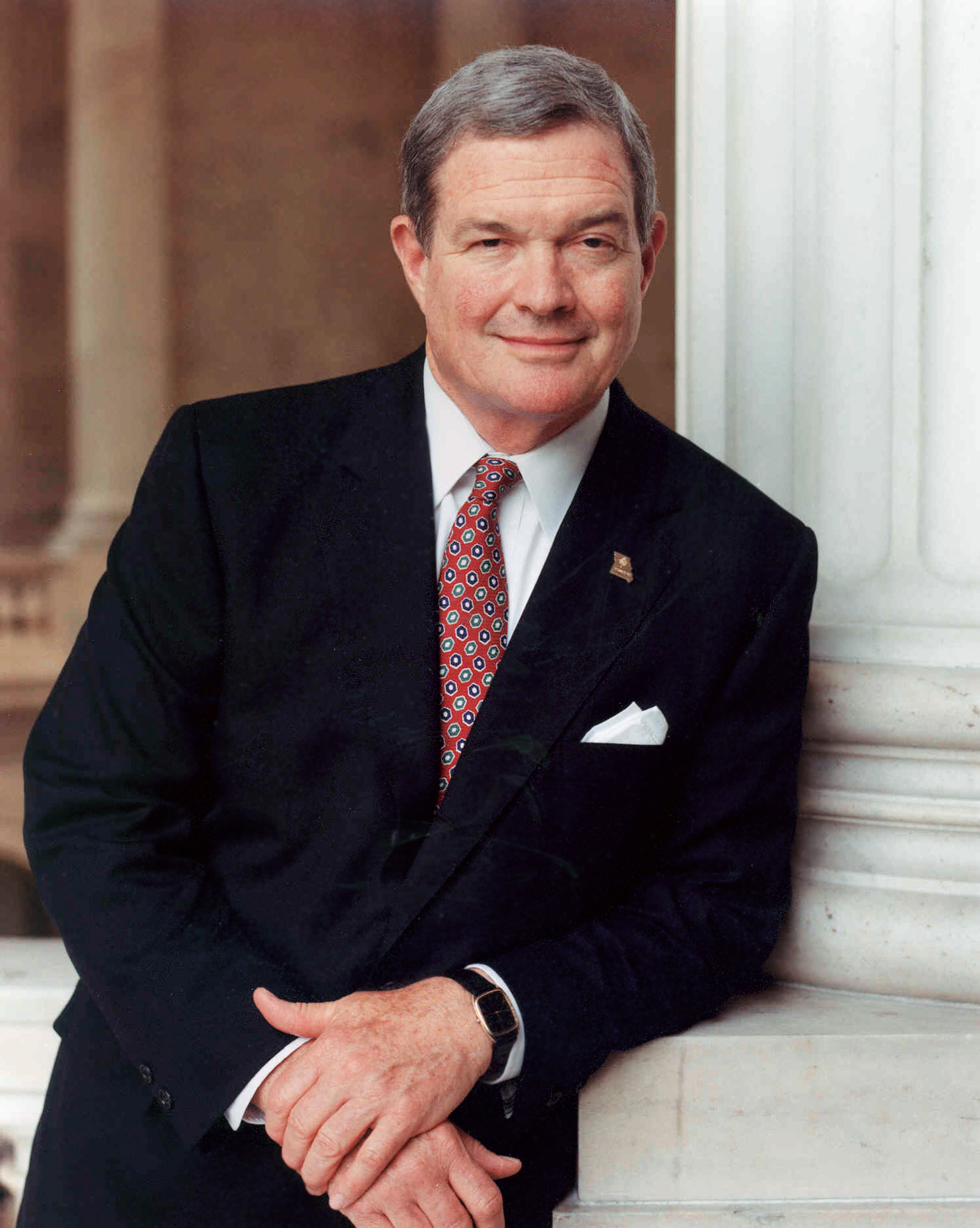
Kit Bond (Missouri)
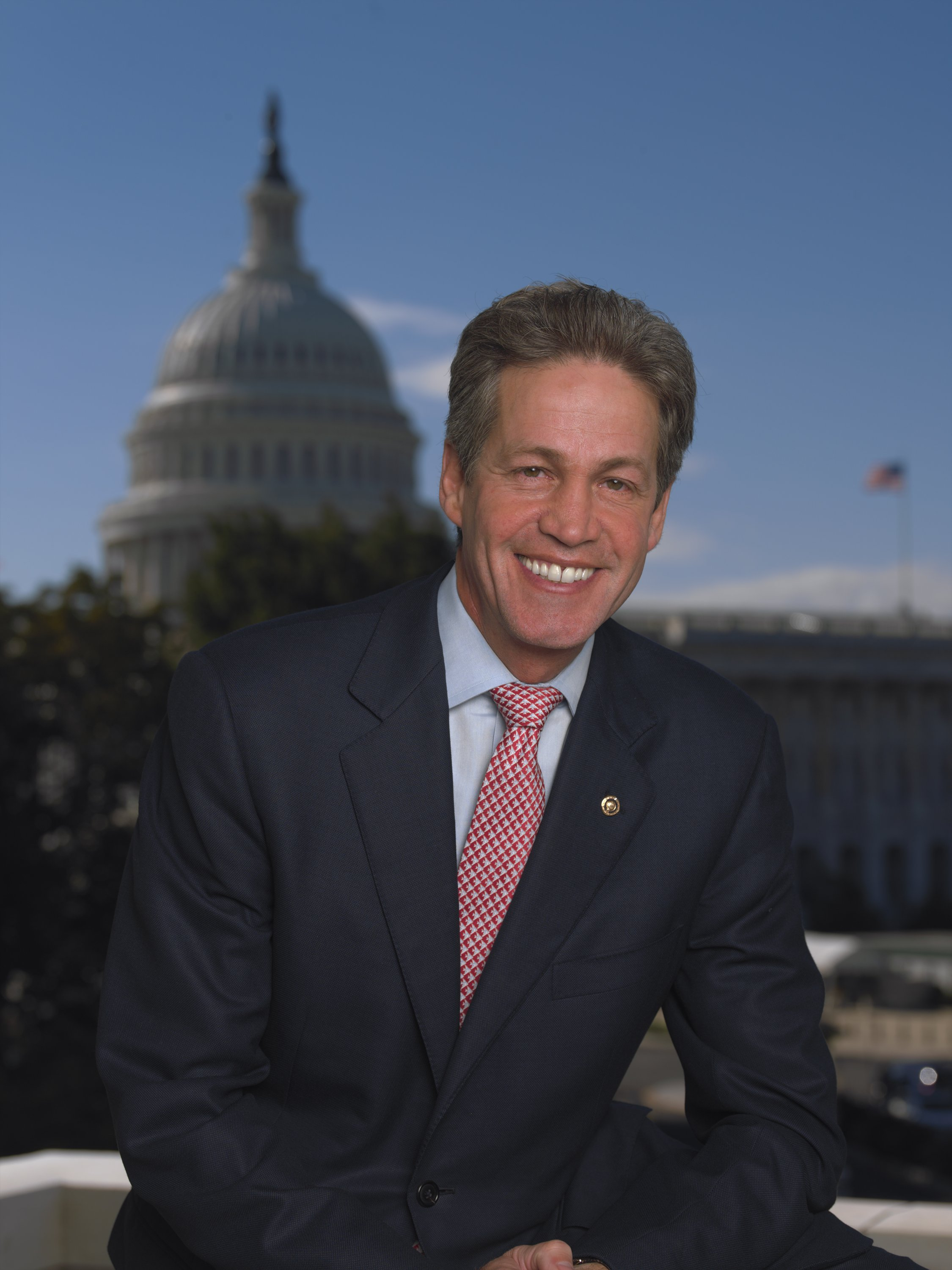
Norm Coleman (Minnesota)
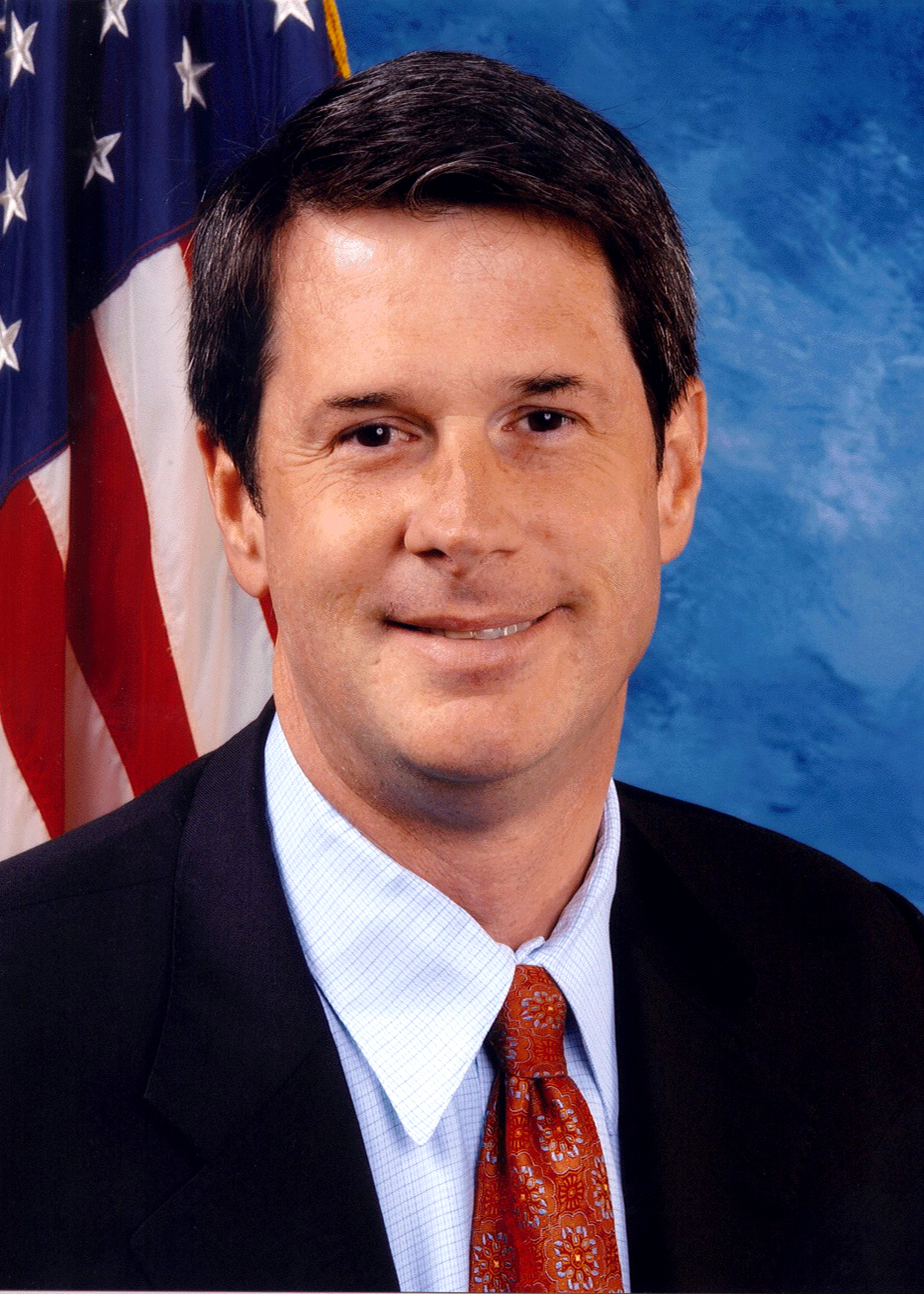
David Vitter (Luizjana)
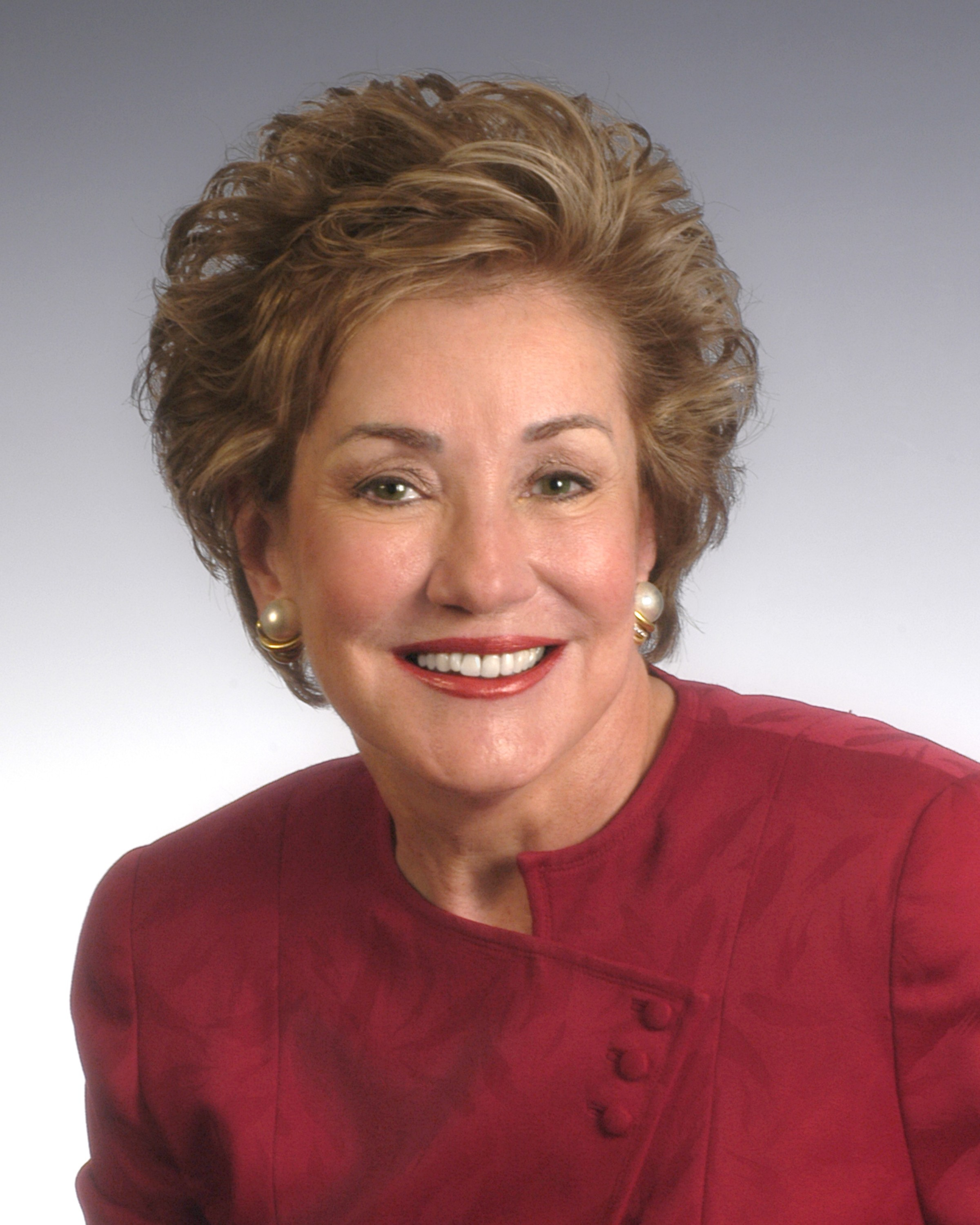
Elizabeth Dole (Karolina Północna)
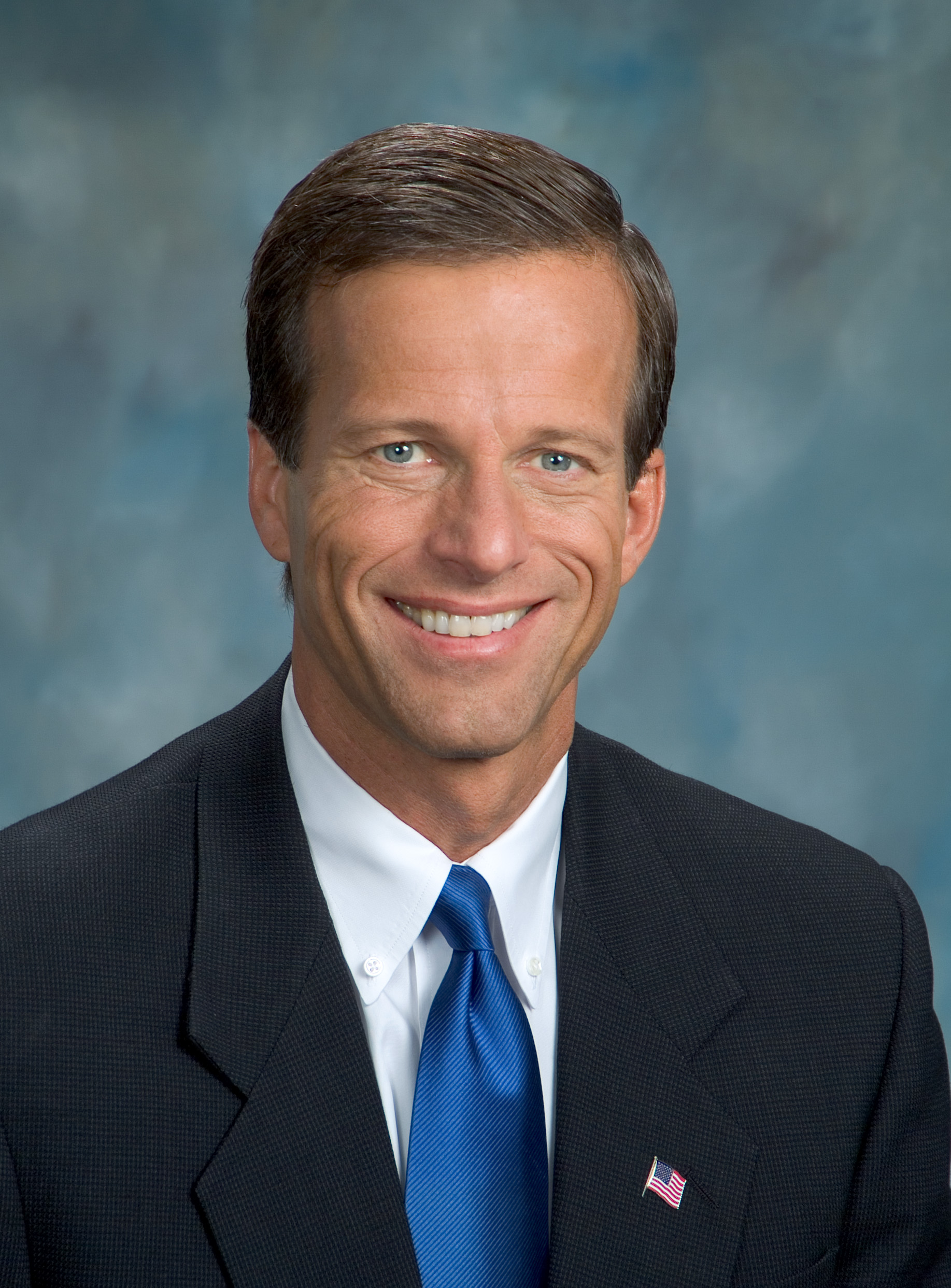
John Thune (Dakota Południowa)
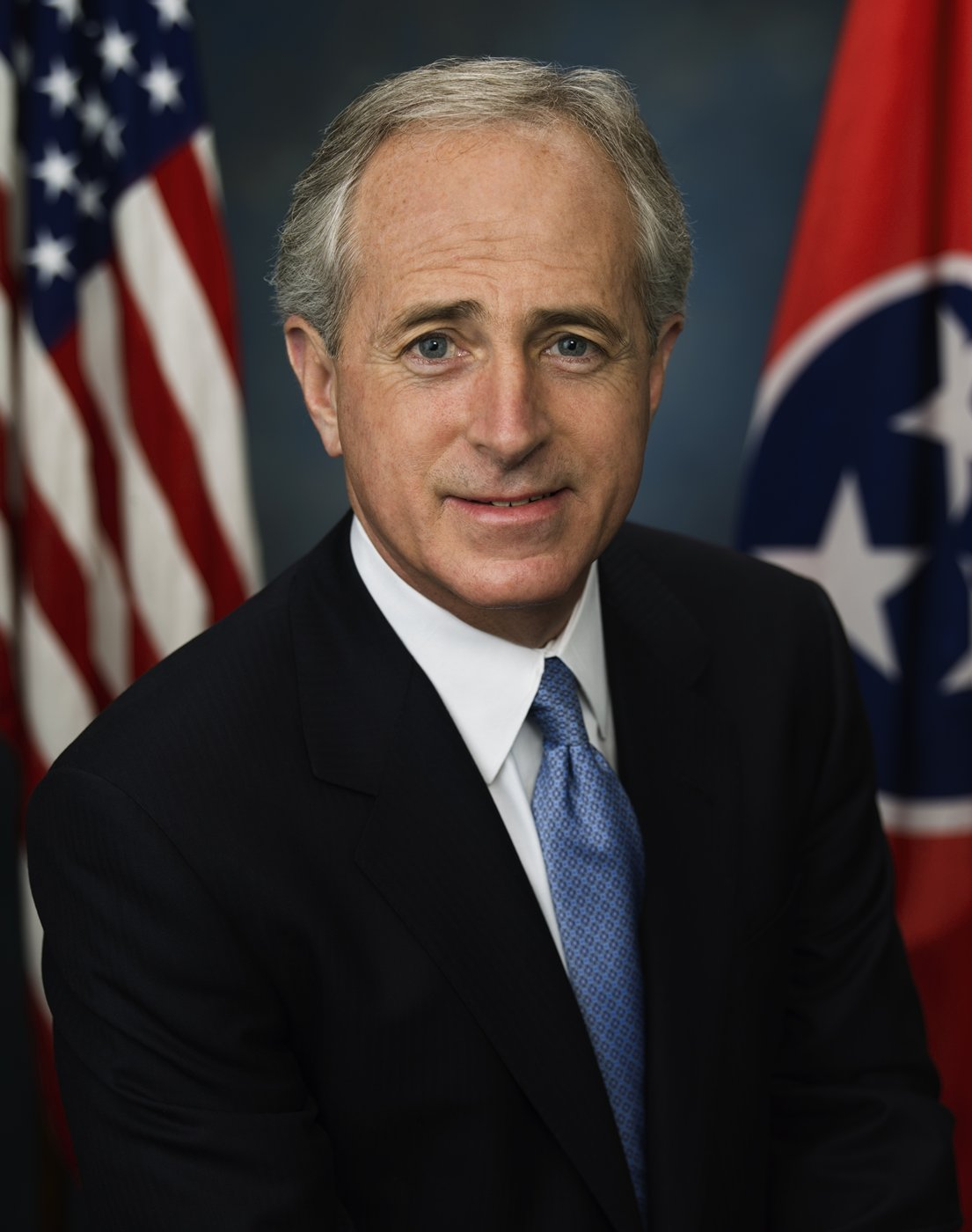
Bob Corker (Tennessee)
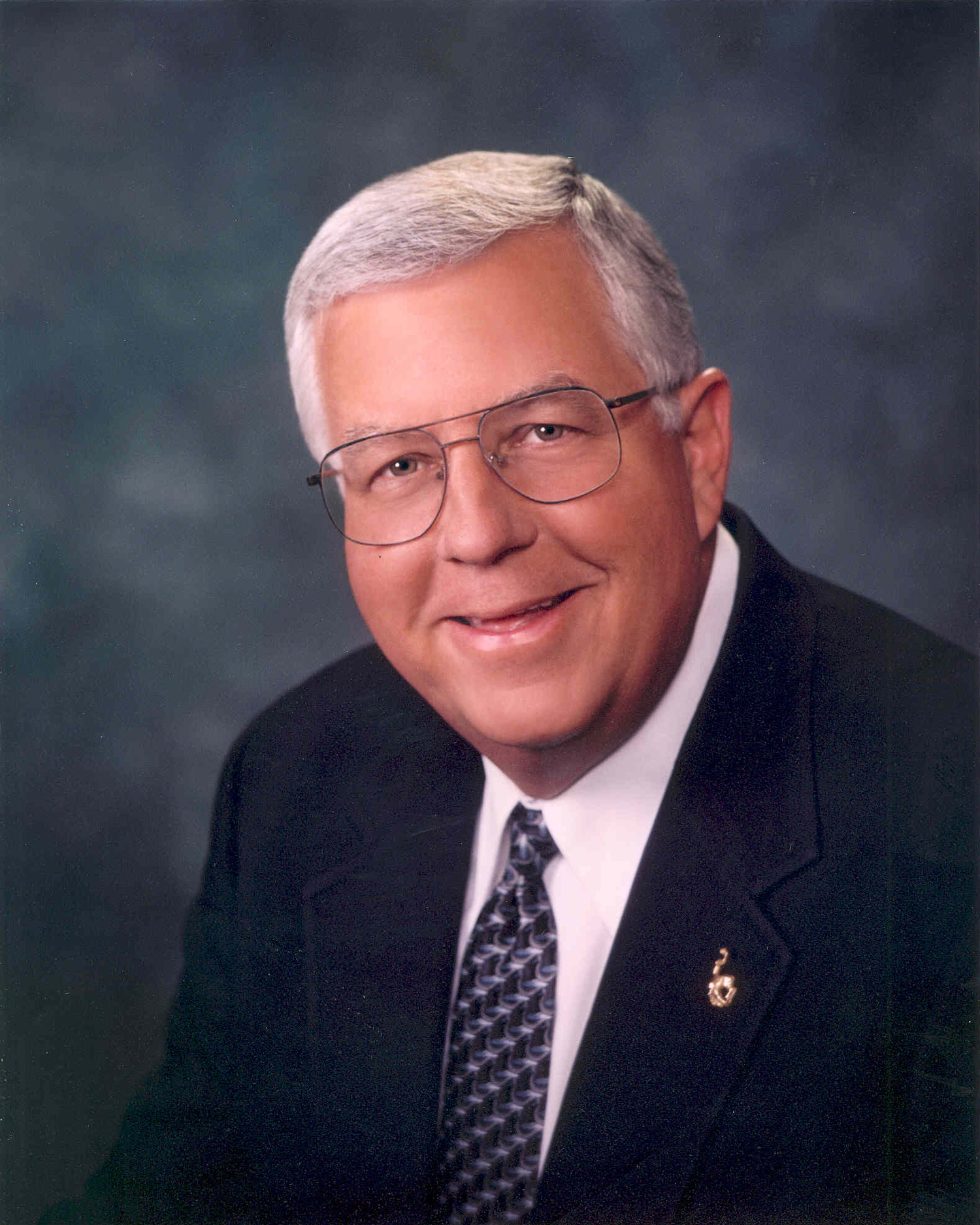
Mike Enzi (Wyoming)
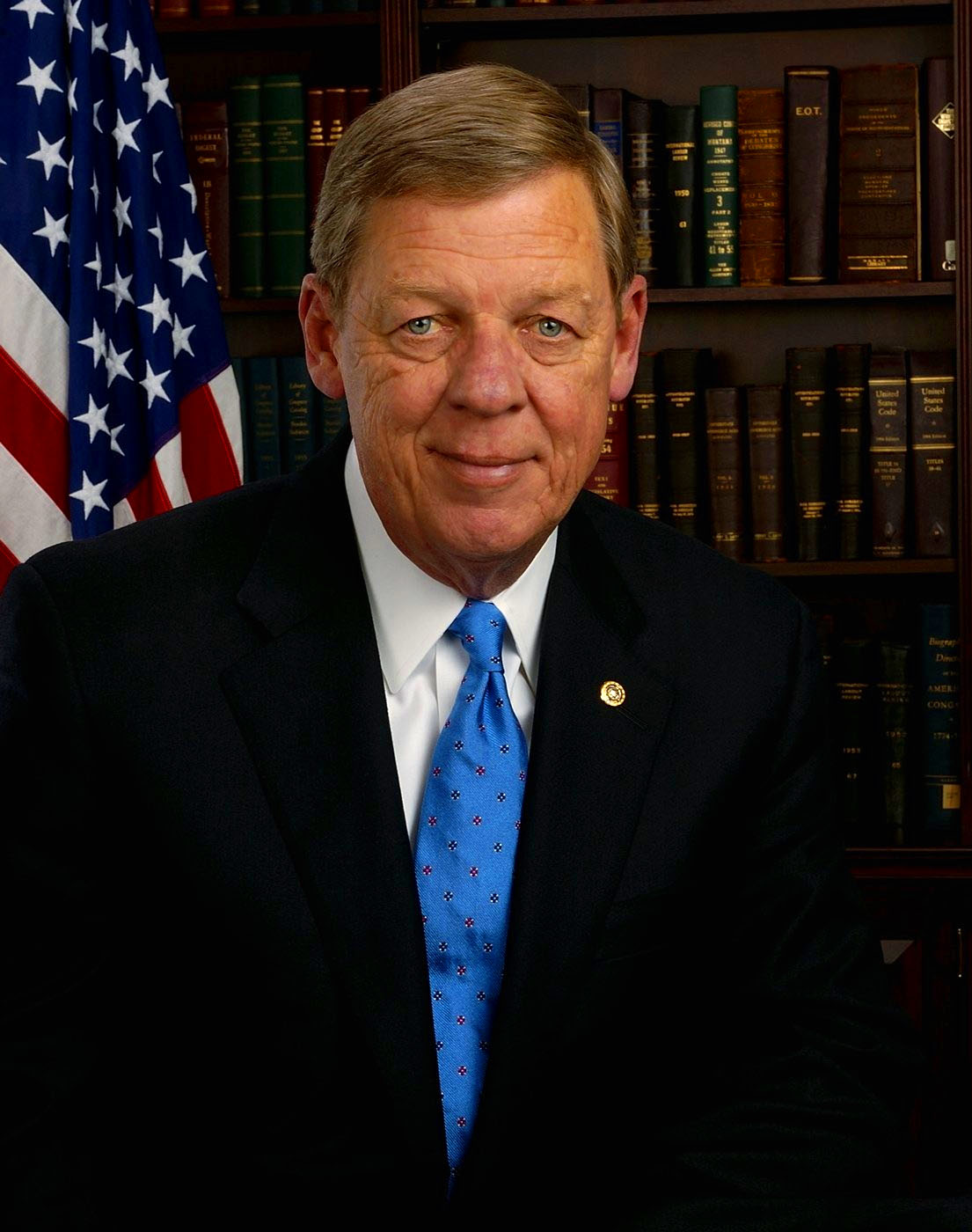
Johnny Isakson (Georgia)

## Przewodniczący

### Niestała komisja ds. drobnej przedsiębiorczości
- John Sparkman (D-Alabama), 1950–1953
- Edward John Thye (R-Minnesota), 1953–1955
- John Sparkman, 1955–1967
- George Smathers (D-Floryda), 1967–1969
- Alan Bible (D-Nevada), 1969–1974
- Gaylord Nelson (D-Wisconsin), 1974–1981)

### Komisja stała
- Lowell P. Weicker, Jr. (R-Connecticut), 1981–1987
- Dale Bumpers (D-Arkansas), 1987–1995
- Kit Bond (R-Missouri), 1995–2001
- John Kerry (D-Massachusetts), 2001
- Kit Bond, 2001
- John Kerry, 2001-2003
- Olympia Snowe (R-Maine), 2003–2007
- John Kerry, od 2007